# Krańcowa stopa podatkowa
Krańcowa stopa podatkowa (en marginal tax rate) – część dodatkowej jednostki dochodu jaką trzeba zapłacić w postaci podatku.
krańcowa stopa podatkowa = Δ(zobowiązania podatkowe)/Δ(dochód podlegający opodatkowaniu)

## Krańcowa stopa podatkowa a rodzaj podatku
- w systemie podatkowym o skali progresywnej stopa ta podlega zmianom wraz ze zmianą poziomu dochodu,

- w przypadku podatku liniowego stopa ta jest stała,

- w przypadku podatku pogłównego lub podymnego krańcowa stopa podatkowa wynosi zero.